# 鶴見橋商店街
鶴見橋商店街（つるみばししょうてんがい）は、大阪市西成区の国道26号線花園町付近から西の阪神高速道路15号堺線津守出入口付近まで東西約1kmに延びる商店街。昔からの店舗が多いが、店舗数は減少傾向にある。

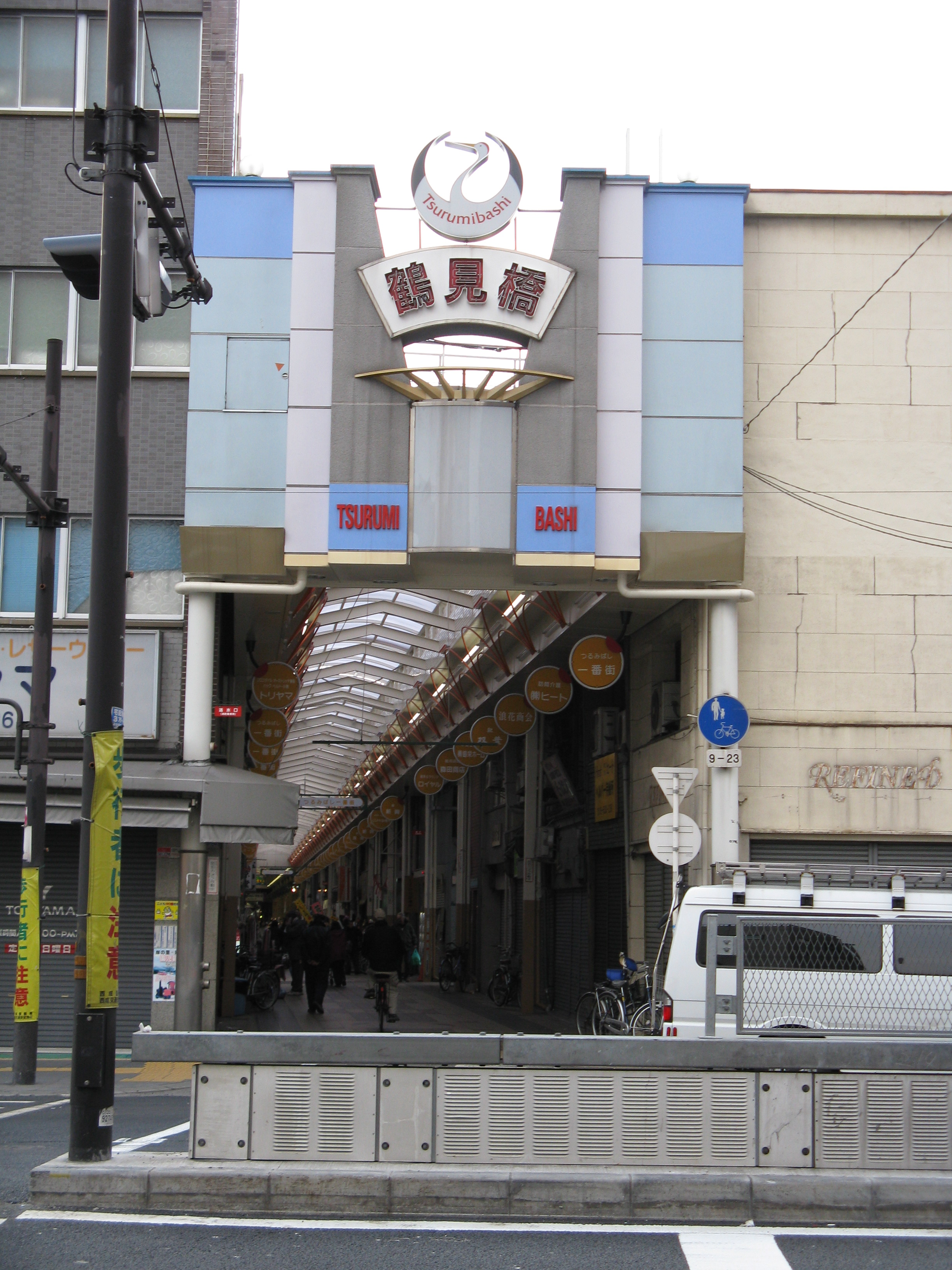
鶴見橋商店街（1番街）

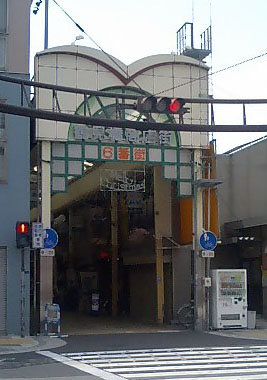
鶴見橋商店街（6番街）

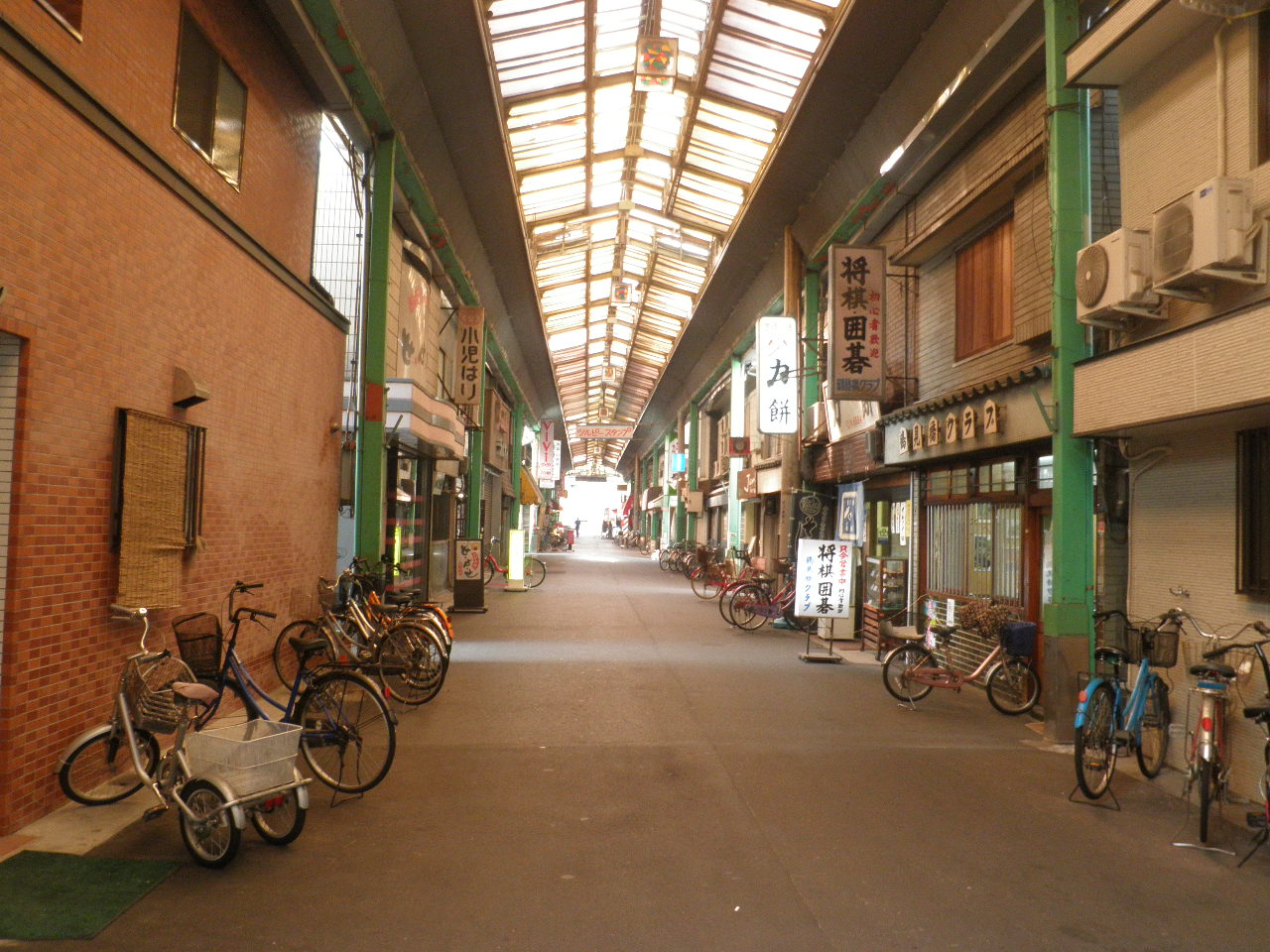
レトロな雰囲気がする8番街

## 概要
鶴見橋商店街は約100mおきに区切りがあり、東の1番街から西の8番街まで続いている（旧町名・鶴見橋通1丁目～8丁目にちなむ）。以前は日本で2番目に長い商店街として数えられていたこともある（一番長い商店街は大阪市北区の天神橋筋商店街）。
鶴見橋とは、西端の8番街の先に流れていた十三間堀川（現在の阪神高速道路15号堺線。阪神高速道路建設のため1960年代に埋め立てられた）に架かっていた橋の名前。1908（明治41）年に竣工、翌年に操業を開始した尼崎紡績（のちの大日本紡績、現在のユニチカ）津守工場への便宜を図って架けられ、当時は鶴の飛来がよく見られたことから、地元の住民が「鶴見橋」と命名した。
商店街の西は阪神高速道路を越えて津守商店街、東は国道26号線を越えて花園本通商店会にそれぞれ繋がっている。
大衆演劇の鈴成座が商店街中ほどにあり、花園町駅・萩ノ茶屋駅からのアクセスルートとなっている。アーケードに鈴成座の案内垂れ幕がかかり、商店街の店舗で劇場前売り券も発売していたが、現在は終売。西成高校の通学路の一つでもある。国籍問わず、外国人もよく利用している。

## 歴史
1909（明治42）年に尼崎紡績津守工場が操業を開始し、鶴見橋に従業員向け社宅が建てられたことに始まる。
昭和初期には商店街が形成され、南海鉄道の萩ノ茶屋駅を利用する大日本紡績津守工場の従業員の通勤路、社交場となっていく。
1927（昭和2）年に阪堺電鉄（後に大阪市電三宝線）の鶴見橋通駅、1942（昭和17）年に大阪市営地下鉄四つ橋線の花園町駅が開業するなど、交通の便がよくなったことで遠方からも買い物客が増え、心斎橋筋商店街・天神橋筋商店街と並ぶ「大阪三橋」と称されるほど発展した。
かつては、その豊富な店舗構成から「横に長い百貨店」とも称された。
1945（昭和20）年の大阪大空襲で大きな被害を受けた。日活直営の「鶴見日活」や「鶴見橋第一映劇」など、映画館も多く点在したが、現在はすべて廃館となった。1960（昭和35）年から1962（昭和37）年にかけて、1番街から8番街まで順次アーケードが設置され、商店街の雰囲気は一新したが、既に大日本紡績津守工場は1951（昭和26）年に閉鎖、翌年に廃止されており、靴・鞄をはじめとする皮革産業の衰退、周辺人口の高齢化もあり、往時の人出は失われたまま、今日に至っている。
2003（平成15）年4月になにわ筋が西成区梅南2丁目交差点まで延伸したことで、5番街と6番街が分断された。そのため、「鶴見橋2丁目交差点」に鶴をイメージしたサークル状のモニュメントを設置し、5番街と6番街を視覚的に一体化するようにイメージした。後に「鶴見橋商店街」バス停も設置された。

## 店舗
かつては、遅くまで営業している商店街として有名だったが、オイルショックによる電気料金高騰のため、営業時間は短くなり、現在もそのままである（商店主の高齢化が進んでいることも原因の一つ）。
1980年代以前（概ね昭和の時代）は、前記のように1～3番街（勝間街道以東）には靴店・鞄店が多かったが、今では激減し、代わって診療所や薬局、介護サービスの事業所が増えるなど、地域住民の高齢化を反映している。
最近は、フリーマーケットやイベントスペースを提供するなど、新規顧客の獲得を図っている。
商店街にある大型商業店舗
- 越前屋
- スーパーはやし鶴見橋店
- スーパー玉出鶴見橋店

## 商店街の現状
正月三が日の縁日は地元の子供のお楽しみとなっている。
商店街振興組合ごとのイベント
- 2番街：色々なイベントを行っている。
- 4番街：2005年から関西の学生アート団体「アートジャック実行委員会」によるシャッターペイントが行われ、毎年、夏と冬にはアートイベントが開催されている。
- 6番街：毎月6日に行われる6DAYというイベントがあった。

## その他
元南海・ダイエーホークスの香川伸行はこの付近の出身である。

## 交通アクセス
〔1番街側〕
- Osaka Metro四つ橋線 花園町駅
- 南海高野線 萩ノ茶屋駅

〔5・6番街〕
- 大阪シティバス 鶴見橋商店街停留所（52号）

〔8番街側〕
- 南海電気鉄道汐見橋線 津守駅
- 大阪シティバス 鶴見橋通停留所（29号）